# Переживая за Боя
«Переживая за Боя» (англ. Worried About the Boy) — телевизионная драма английского режиссёра Джулиана Джаррольда о жизни Джорджа О’Дауда, известного, как Бой Джордж.

## Сюжет
Англия, начало 1980-х. Джордж ссорится с родителями, которые не принимают его эксцентричный внешний вид, а также любовь к женской одежде и косметике. Парень уезжает из дома. Он снимает квартиру вместе со своим другом Питером, который называет себя Мэрилин и старается выглядеть, как знаменитая Мэрилин Монро. В ночном клубе Джордж встречается с Кирком Бренданом, влюбляется в него. Через Кирка Джордж знакомится с местными музыкантами, в том числе с барабанщиком Джоном Моссом. С этого момента парень решает начать музыкальную карьеру. Ему сопутствует головокружительный успех и постоянное внимание прессы, которая пишет в основном об эксцессах с наркотиками. Но это только начало карьеры Джорджа, ставшего знаменитым Боем Джорджем.

## В ролях
| Актёр                 | Роль              |
| --------------------- | ----------------- |
| Дуглас Бут            | Бой Джордж        |
| Марк Гэтисс           | Малкольм Макларен |
| Марк Уоррен           | Стив Стрейндж     |
| Фредди Фокс           | Мэрилин           |
| Фрэнсис Мэджи         | Джерри О`Дауд     |
| Ричард Мэдден         | Кирк Брендон      |
| Дэниел Уоллес         | Кристофер         |
| Мэтью Хорн            | Джон Мосс         |
| Дин Фаган             | Майки Крейг       |
| Джонатан Берт         | Рой Хэй           |
| Джулиан Джаррольд     | режиссёр          |
| Элизабет Лоу          | Кэролайн          |
| Николя Поттс          | Дон               |
| Сюзанн Николь Престон | Мо                |
| Изабель Форд          | миссис Брэндон    |
| Ханна Харфорд         | Сара              |
| Натали О’Брайэн       | Эмили             |